# Jess and the Ancient Ones
Jess and the Ancient Ones ist eine finnische Rockband um die Frontfrau Jess, deren Musik sich dem Genre des Psychedelic Rock zuordnen lässt.

## Geschichte
Die Band wurde 2010 von Thomas Corpse und Thomas Fiend in Kuopio gegründet. Anfangs gehörten ihr sieben Mitglieder an. Nach dem Weggang der Gitarristen Von Stroh und Thomas Fiend gehören zur Band heute (2016) fünf Musiker. Dazu zählen neben Jess (Gesang), Thomas Corpse (Gitarre), Fast Jake (Bass), Abraham (Leopard) und Yussuf (Schlagzeug). Einige Bandmitglieder waren zuvor Co-Musiker in der finnischen Metal-Band Deathchain.
Die Band hat bisher drei Alben veröffentlicht. Das 2012 erschienene und selbstbetitelte Debütalbum Jess and the Ancient Ones weist noch Einflüsse von New Wave of British Heavy Metal auf. Musikalisch beeinflusst bezeichnen sich Jess and the Ancient Ones von Roky Erickson, Mercyful Fate, Iron Maiden und ABBA. Ihre Musik lässt sich dem 70er-Jahre-basierten Okkult-Rock zuordnen.
Der Musikstil des zweiten Albums wird als „dunkler, schwerer Sound zwischen Psychedelic-, Stoner- und Black-Sabbath-inspiriertem 70s-Hardrock“ beschrieben.

## Diskografie
Alben
- 2012: Jess and the Ancient Ones[3]
- 2015: Second Psychedelic Coming: The Aquarius Tapes
- 2017: The Horse and Other Weird Tales
- 2021: Vertigo

EPs
- 2013: Astral Sabbat

Singles
- 2011: 13th Breath of the Zodiac (7")
- 2012: Deadmask / Jess and the Ancient Ones (Split-7")
- 2014: Castaneda (10")
- 2015: In Levitating Secret Dreams (7")